# Wochenspiegel (ARD)

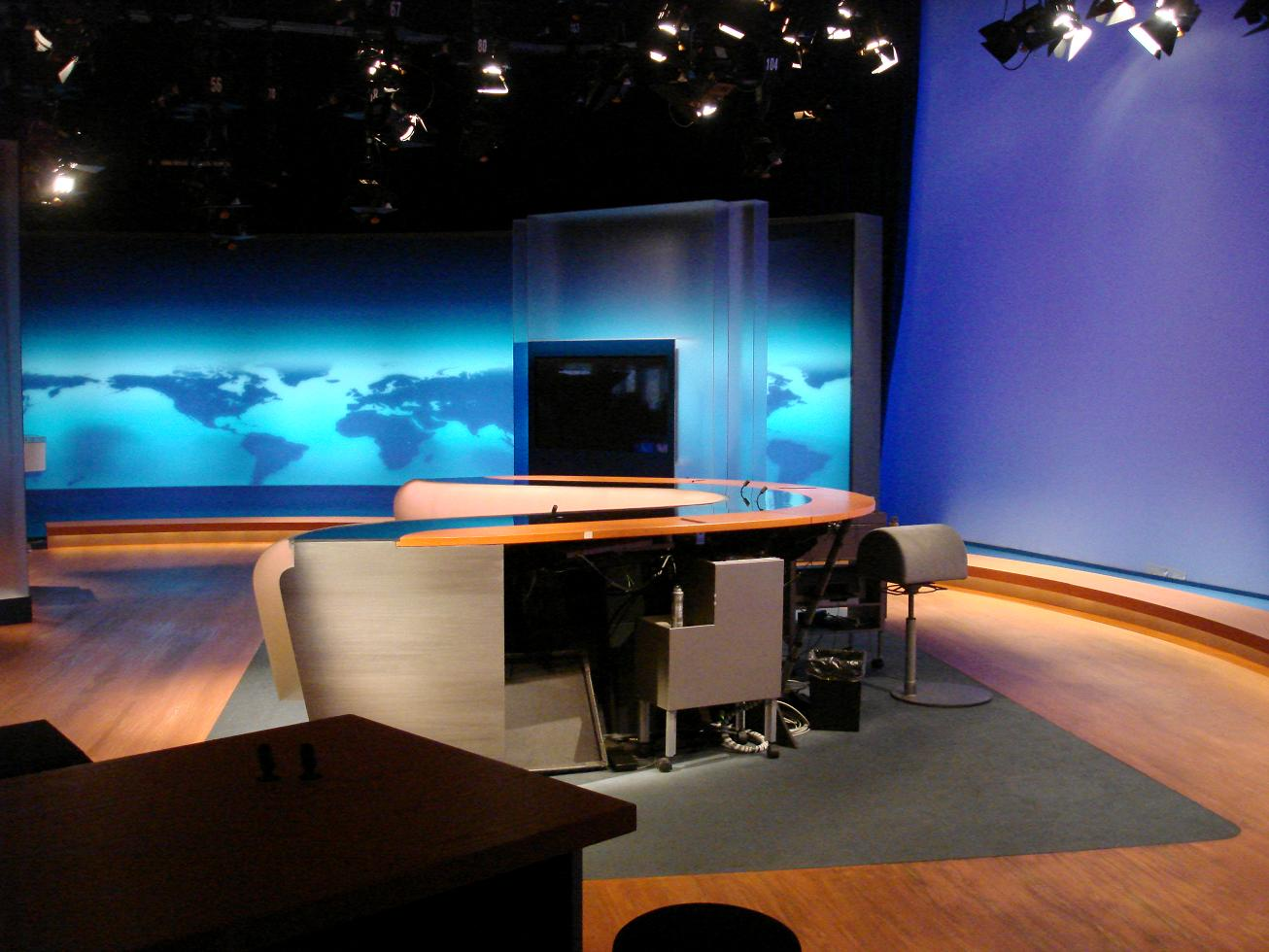
Sendestudio des Wochenspiegels im ARD-Studio 1 in Hamburg-Lokstedt (bis Oktober 2008)

Der Wochenspiegel war ein Nachrichtenmagazin der ARD. Es wurde in deren Hauptsender Das Erste ausgestrahlt und bot einen Überblick über die wichtigsten Ereignisse der Woche aus Politik, Wirtschaft und Kultur; vorübergehend enthielt es zudem eine Ausgabe der Tagesschau in 100 Sekunden, die im April 2011 einen aktuellen Nachrichtenblock, der von einem Tagesschau-Sprecher präsentiert wurde, ablöste. Die Sendung wurde aus Beiträgen der Tagesschau und der Tagesthemen zusammengestellt.

## Geschichte
Zum ersten Mal wurde der Wochenspiegel am 4. Januar 1953 (damals im Deutschen Fernsehen) ausgestrahlt; die letzte Ausgabe lief am 24. August 2014. Verschiedene Sender der ARD haben die aktuellen Ausgaben des Wochenspiegels am selben Tag wiederholt. Darüber hinaus werden noch heute alte Ausgaben in den Dritten Programmen oder in den Spartenkanälen der ARD als Wochenspiegel vor […] Jahren gezeigt.
Der Wochenspiegel stand in der Tradition der filmischen Wochenschauen, die in eigenen Lichtspielhäusern oder im Vorprogramm des Hauptfilms gezeigt wurden. Dies erklärt auch, warum in den ersten Jahren politische Inhalte kaum vorkamen.
Am 27. April 2014 sendete der Wochenspiegel erstmals aus einem neuen Nachrichten-Studio. Es wurde eine 18 Meter breite, halbrunde Medienwand installiert, die von hinten mit sieben Beamern mit 3-D-Grafiken, Panoramabildern, Fotos und Videos bespielt wurde. Ein Grafiksystem korrigierte Verzerrungen in Echtzeit. Zwei separate Tische gaben den Moderatoren mehr Bewegungsfreiheit. Dank der Medienwand ließen sich schwierige Sachverhalte in Form von animierten Grafiken anschaulicher darstellen. Zudem setzte man stärker auf exzellenten Fotojournalismus. Journalistisch habe sich am Konzept der Sendungen jedoch nichts geändert, hieß es. Außerdem wurde eine neue Eröffnungsfanfare produziert und der Nachrichtenüberblick wieder von einem Tagesschau-Sprecher im Studio verlesen. Mit dem neuen Studio erfolgte die Produktion des Wochenspiegels zudem nun in HD.
Die veränderte Mediennutzung – besonders die Ausbreitung der Mediatheken im Internet – führte zur Absetzung der langjährigen Sendung Ende August 2014. Dazu erklärte ARD-Programmdirektor Volker Herres gegenüber dem Internetmagazin dwdl.de: „Der ‚Wochenspiegel‘ erscheint uns als Rückschau auf die wichtigsten Themen der Woche im Zuge der verstärkt zeitunabhängigen Nutzung unseres Programms entbehrlich.“

## Moderatoren
| Moderator                      | Einstieg          | Ausstieg        |
| Jürgen Freuer                  | 1982              | 1989            |
| Hans Hansen                    |                   |                 |
| Helga Kipp-Thomas              | 1982              | 1991            |
| Hans-Joachim Rohleder          | 1982              | 8. August 1993  |
| Burkhard Nagel                 | 18. Juni 1989     | 1991            |
| Bettina von Gusovius/ von Wahl | 6. August 1989    |                 |
| Bert Pflüger                   | 12. November 1989 |                 |
| Claudia Kirst                  | 15. August 1993   |                 |
| Stephan Ziegenhagen            | 16. Januar 1994   |                 |
| Susanne Noll                   | 199x              |                 |
| Katharina Wolkenhauer          | 1996              | 2012            |
| Gerhard Delling                | 2011              | 24. August 2014 |
| Sven Lorig                     | 2012              | 2014            |
| Susanne Stichler               | 2012              | 2014            |
| Anna Planken                   | 2014              | 2014            |
| Thorsten Schröder              | 2014              | 2014            |
| Charlotte Maihoff              | 3. August 2014    | 2014            |
| Clarissa Ahlers                |                   |                 |
| Bianca Leitner                 |                   |                 |
| Andrea Hahnen                  |                   |                 |
| Kerstin Petry                  |                   |                 |